# Сундстрём, Харриет
Харриет Сундстрём (швед. Harriet Sundström; 23 декабря 1872, Стокгольм — 28 апреля 1961, там же) — шведская художница, график и скульптор.

## Биография и творчество
Харриет Сундстрём родилась в 1872 году в Стокгольме. Она была вторым ребёнком Карла Рудольфа и Лилли Сундстрём. Отец Харриет был доктором зоологии, учителем и журналистом; после его смерти в 1889 году его жена также занималась преподаванием и журналистикой. В 1889—1890 годах Харриет Сундстрём училась живописи в Технической школе (Tekniska skolan) в Стокгольме, а затем в Мюнхене, где жила её сестра Элла, и в Дахау. Её учителями были анималисты Генрих фон Цюгель и Чарльз Туби, а также баталист Франц Рубо.
Первая выставка Сундстрём состоялась в 1894 году в Мюнхене. В следующем году она вернулась в Стокгольм, где продолжила обучение в школе при Обществе художников (Konstnärsförbundet) у Андерса Цорна. Затем она уехала в Париж, где посещала Академию Коларосси и Академию Витти, а также училась скульптуре у Антуана Бурделя. Впоследствии она также часто бывала в Мюнхене и Дахау, где экспериментировала с новой техникой — ксилографией, создавая гравюры в стилистике модернизма. В 1905 году она представила свои работы на выставке в Швеции, став одним из первых шведских мастеров ксилографии эпохи модерна, наряду с Карлом Петерсоном, Ханной Борри и Анной Сальстрём.
Харриет Сундстрём была в числе художников, основавших в 1912 году Общество ксилографов (Föreningen Original-Träsnitt). Впоследствии она принимала деятельное участие в жизни общества, организуя выставки и поддерживая связи с другими подобными сообществами. Она создавала как чёрно-белые, так и цветные гравюры, в том числе экслибрисы и книжные иллюстрации. В некоторых из них заметно влияние японской гравюры, а также эстетики ар нуво. Наряду с графикой Сундстрём продолжала заниматься живописью, создавая в основном пейзажи и изображения животных, и скульптурой, также преимущественно анималистической. В 1951 году в стокгольмском Доме художника состоялась её ретроспективная выставка, где были представлены 92 картины маслом, написанные с 1890 по 1950 год, и 18 скульптур. Персональные выставки художницы проходили также в Стокгольме в 1920 и 1956 годах и в Норрчёпинге в 1953 году. Кроме того, она принимала участие в различных выставках в Копенгагене, Рейкьявике, Париже, Вене, Буэнос-Айресе и ряде городов США.
Харриет Сундстрём умерла в 1961 году и была похоронена на Северном кладбище в Сольне. Её работы находятся в собраниях Национального музея, Музея современного искусства, художественных музеев Мальмё, Норрчёпинга и Эскильстуны, а также в ряде музеев за пределами Швеции.